# 사우스 카니발
사우스 카니발(South Carnival)은 대한민국의 8인조 스카 밴드이며, 주로 한국어 또는 제주어로 된 가사로 작사를 하는 특징이 있다.
음악의 불모지라 여겨지는 제주도에서, 따스하고 평화로운 제주도의 정서를 담아낸 한국형 자메이카 스카와 라틴 음악을 포함한 섬음악을 선보이고 있는팀이다.
1950년대 영국의 식민지에서 해방의 기쁨을 맞은 자메이카는 그 정서적으로도 한국의 정서와 교집합을 이룬다. 거기에 '제주도'라는 지역적
특성이 낳은 '따뜻하고 여유로운' 정서를 담아 연주되는 South Carnival의 음악은 '한국형 월드뮤직'으로 재탄생되어 리스너들에게 다가가고 있다.

## 멤버
- 강경환 - 보컬, 트럼펫
- 석지완 - 드럼
- 고경현 - 퍼커션
- 고수진 - 베이스
- 박민철 - 트롬본
- 유진근 - 기타
- 주예찬 - 색소폰

## 음반

### 싱글
- <좀녀 이야기> 발매(2014)
- "Take Off" 발매(2017)
- 디지털 싱글 "Wishes" 발매(2020)

### EP음반
- 사우스카니발(south carnival)발매(2012)
- "제주도의 푸른밤" 발매(2016)
- "cloud 9" 발매(2020)

south carnival 2012
제주도의 푸른밤

### 정규
- 1집 사우스카니발 (2013년)
- 2집 동네심방 (2018년)
- 이어도사나 (2023년)

정규1집 사우스카니발(2013)
정규 2집 동네심방(2018)

### 콜라보레이션 음반
- 2014: "산 들 바다의 노래" 제주 4.3 헌정앨범 참여
- 2019: "바라던 바다" 참여

산 들 바다의 노래 제주 4.3 헌정 앨범
바라던 바다

## 수상 경력
- 2013: k-rookies 선정
- 2013: 이 달의 헬로루키 선정
- 2013: 서귀포 감귤박람회 홍보대사 위촉
- 2015: 자랑스러운 제주인상 대상 수상
- 2016: 자랑스러운 제주인 상 표창
- 2016: 적십자 홍보대사 표창
- 2018: 러시아 모스크바에서 열린 (Football and Music Festival & ART-FOOTBALL) 금메달 수상

## 이력
2011년도
- 새연교 한여름밤의 축제 행사 기획, 공연
- 중문 야해 페스티벌 공연
- 부산 시월제 초청 공연

2012년도
- 서울 ska rulez 공연
- 새연교 한여름밤의 축제 행사 기획,공연
- 표선 야해 페스티벌 공연
- 함덕 stepping stone 페스티벌 공연
- 부산 바이널 언더그라운드 초청공연(전국투어)
- 광주 MBC 문화콘서트 "난장" 방송 출연
- JIBS 2012 행복 콘서트 방송출연

2013년도
- 넘버원 코리안과 함께하는 후추부추쇼 출연
- EBS 스페이스 공감 출연
- 함덕 stepping stone 페스티벌 공연
- 펜타포트 락 페스티벌 공연
- 표선 야해 페스티벌 공연
- 잔다리 페스티벌 공연
- 크라잉넛쇼 '체지방 감량쇼' 공연
- KBS 이한철의 올댓뮤직 출연

2014년도
- 제주MBC다큐
- <산,들,바다의 노래> 출연 및 음원참여
- STEPPING STONE FESTIVAL
- 야해 페스티벌 공연
- 양방언의 제주판타지
- 광주월드뮤직 페스티벌 참여
- 서울국제뮤직페어
- 장기하의 대단한라디오 출연
- 잔다리 페스티벌 공연
- 전국체전 폐막식 공연
- 제주 GET SPACE 단독공연 및 로컬 뮤지션들 클럽공연 다수
- 광주월드뮤직 페스티벌 참여

2015년도
- 제주 GET SPACE 홈커밍페스타
- 상상마당 K-Rookies Night 공연
- 평화나비 콘서트 in Jeju
- 제주도민체전 개막식 식전공연
- 야해 페스티벌 공연
- 한여름밤의 콘서트
- 인천 펜타포트 락 페스티벌 참여
- 제네레이션 오브 스카
- 함덕 비치 살사 페스티벌
- 수원 재즈 페스티벌
- 환경음악회
- 제주 국제대,관광대학 축제공연
- 케이콘 제주
- 크리스마스 단독공연

2016년도
- 4.3평화 음악제
- 제주도민체전 오프닝 공연
- 삼다공원 문화콘서트(제주특별자치도 주최 제주관광공사 주관)
- 동아시아문화도시 중국닝보(한중일 예술제)

2017년도
- 크래미어워드 (제3회 단독공연)
- 제주 도민체전 개막식
- 세월호 추모문화제
- 제주대학교 문화광장 초청 토크콘서트
- SOUND BRIDGE(TO, SEOUL)(기획공연)
- 하와이 한인 페스티벌 초청공연
- 제네레이션 오브 스카
- KBS 제주세계자연유산 등재 10주년 기념
- 낭만제주자연음악회 생방송
- 베트남 "호치민 경주세계 문화엑스포" 공연

2018년도
- 평창동계 올림픽 문화예술공연
- 제주 4.3 항쟁 70주년 광화문 국민문화제 공연

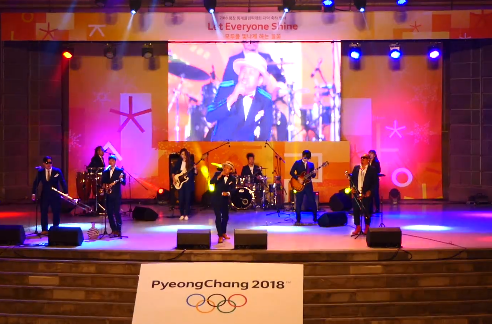
2018 평창동계올림픽 문화예술공연

2019년도
- 삿포로 눈꽃 축제
- 청년문화사절단 선정
- 강원 락페스티벌
- 야해 페스티벌 공연
- 도봉산 페스티벌 공연
- 청년문화사절단 필리핀 세부 공연
- 성산일출제

2020년도
- KBS 유희열의 스케치북 출연
- 세월호 6주기 온라인 추모공연 "봄꽃" 출연
- 제주 해양경찰 홍보대사 위촉

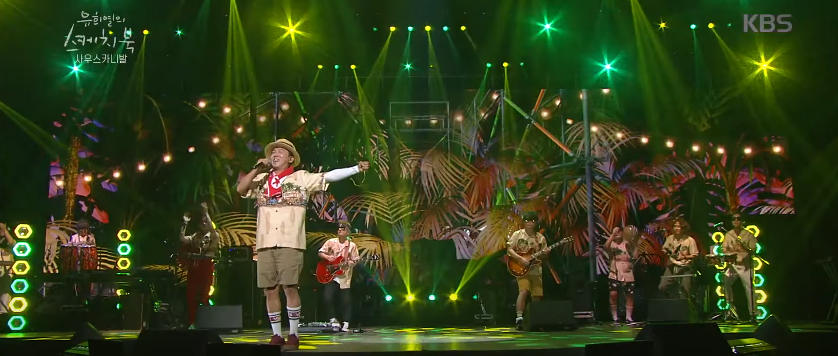
유희열의 스케치북 출연(2020)